# 神奇地帶
《神奇地帶》（英文刊物名稱：MAGIC）為臺灣尖端出版所發行的動漫畫雜誌，結合漫畫、動畫、模型玩具等情報。於1990年3月15日創刊，最初為騎馬釘薄本A4尺寸的半月刊，1990年11月第15期起改變開本且以月刊形式發行，1993年再次變更開本與裝訂方式（膠裝）；至1993年11月休刊為止，共發行51期。
由於1990年代初期臺灣充斥著日本盜版漫畫，這本ACG情報雜誌早期未經日本官方正式授權，大量盜用《Animage》、《Newtype》等動畫雜誌的圖片（雖然文字已自行翻譯成中文，評論內容亦為原創），故亦屬盜版動漫畫資訊誌。直到後期才出現原創整理的全球動漫情報、本土同人情報的〈第九調查局〉等單元。不過對於尖端出版來說，這本雜誌也促使他們正式跨足漫畫產業。

## 概要
1970年代臺灣有許多出版社自日本引進漫畫，未經合法授權自行翻譯出版。1987年7月15日解嚴之後，漫畫出版送審制度自動失效，漫畫盜印業界頓時呈現百家爭出的混亂局面，搶譯、搶稿甚至撞稿的情況比比皆是。靠著盜版千葉徹彌漫畫《好小子》起家的東立出版社因嚴格要求翻譯品質而樹立口碑，當時的出版量約佔75%左右。1988年由於市場競爭白熾化，東立與其餘八家出版業者商議所有的日本漫畫按市場佔有率抽稿分配，東立取得45%的分稿量，其餘55%由八家均分；而市面上依舊充斥著盜版日本漫畫。
不過市場上缺乏介紹動漫畫情報資訊的管道，當時動漫畫迷也難以取得《Animage》、《Newtype》、《Animedia》等日系雜誌。1989年7月大然文化創辦盜版動畫雜誌《先鋒動畫》半月刊，主編為YOKO，匯集《Animage》、《Newtype》二本雜誌之內容翻譯成中文（但未經正式授權）。原本經營軍事、星座或模型玩具相關書籍、電玩雜誌的尖端出版於1990年3月15日也創辦《神奇地帶》，加上YOKO、J.T.Comix、Group、駱英毅、唐先智等人擔任雜誌文章執筆作者，翻譯並盜用日本各動畫雜誌之連載漫畫、新作彩色頁、作者訪談、動畫設定稿等，輔以前述作者群原創的動漫畫評介文章，構成這本刊物的內容。當然其中也包括讀者投稿單元，讓讀者展現其仿畫、人形模型等作品。

## 影響
《神奇地帶》帶給臺灣動漫畫迷許多深遠的影響，包含：
- 第一本有系統地將富野由悠季的《機動戰士鋼彈》、永野護的《五星物語》、田中芳樹的《銀河英雄傳說》等作品引進臺灣的刊物。與《鋼彈》相關的書籍包括進入版權時代後發行的《機動戰士Gundam 0080：口袋裡的戰爭》、《機動戰士Gundam 0083：星塵作戰紀錄》、《機動戰士Gundam逆襲的夏亞：貝托蒂嘉的子嗣》等15部共40集小說；與《五星》相關的書籍則有《五星物語設定大全集》、《五星物語設定大全集Ⅱ》、《五星百科字典》等，至於在無版權時代曾出版的《銀英傳》小說，後來尖端則取得日方正式授權。
- 人數眾多的筆者群所撰寫的評述文字：「介紹文」向讀者介紹新動漫作品，突顯該作品之特色；「分析文」則以動漫作品為分析對象，闡述作者的知識見解。這些原創文章（但引用的圖片係屬盜版）建立起該雜誌獨步臺灣動漫界的觀點，影響許多讀者的思考方式及價值觀[4]。
- 在臺灣動漫畫迷活動的萌芽時期，對於他們的發聲與聯繫扮演了重要的角色，貢獻良多[5]。

## 主要專欄單元
- 日本新片快報
- 專題報導
- 動畫租界
- 島內動畫印象
- 動畫考據學
- 卡通歌選
- 鋼彈研究所
- 鋼彈再造計畫
- 閒聊派
- 漫畫道場
- 漫畫同盟
- 五星快報
- 銀英傳紙上讀書會
- 型色異動
- 周銘信模型講座
- Connie書館
- 情畫廊
- 操兵同業公會
- 第九調查局
- 神奇大事記（編輯部後記）

## 主要筆者群
《神奇地帶》旗下歷任專欄筆者人數眾多，主要計有下述：
- 陳善為
- 許經夌
- 唐先智
- 洪凌
- 蘇微希
- YOKO（另名：R-TYPE）
- J.T.Comix（另名：Comix、談瑕）
- Group
- 駱英毅（另名：殘黨主席）
- 談璞（另名：tp）
- Michael
- ADDA
- 玄史生
- 劉子驥
- 蘇微茜
- Connie
- M.Ant
- 果榮宇

除此之外，漫畫家賴有賢、李勉之等人亦從該雜誌發跡，前者連載《大唐遊記》，後者負責封面、插圖等工作。

## 衍生相關書籍
- 《漫畫大全集 - 神奇地帶別冊》

《著作權法》於1992年6月10日修正公布，規定翻譯外國人的著作只能販售至1994年6月12日為止（也就是所謂的「六一二大限」）。尖端出版趕在1993年12月31日發行《漫畫大全集 - 神奇地帶別冊》，這一本書除了評介川口開治所繪的《沉默的艦隊》及麻宮騎亞外，最多篇幅著墨於介紹當時活躍的本土漫畫家曾正忠、麥仁杰（後改名為麥人杰）、高永、游素蘭、任正華、林政德等人。
- 《無名的書》

1995年，由許多曾經參與編寫《神奇地帶》專欄的作者共同集資出版，雖號稱是《神奇地帶》的後續性質書籍，但內容仍較為近似同人誌型態。之後因故未再發行，無以為繼。

### 來源
1. ↑  參看停刊十年後〈神奇地帶〉全面探討 （页面存档备份，存于），第4段。
2. ↑  詳情參見銘報即時新聞：【人物專訪】尖端出版執行長黃鎮隆 創造青少年的夢想園地 （页面存档备份，存于），第3段。
3. ↑  參看《臺灣漫畫40年初探》，洪德麟著，臺北：時報文化，1994年1月，ISBN 957-13-0871-4，頁180。
4. ↑  停刊十年後〈神奇地帶〉全面探討 （页面存档备份，存于），第8段。
5. ↑  參看《日本動漫畫的全球化與迷的文化》，陳仲偉著，臺北：唐山出版社，2009年7月，ISBN 978-986-6552-28-1，頁115。
6. ↑  參看著作權大哉問：何謂「六一二大限」？翻譯外國人著作要怎麼才不會觸法呢？ 的存檔，存档日期2015-03-26.
7. ↑  前版權時代的意見 ─ 神奇地帶編輯群《漫畫大全集》尖端版憶往 （页面存档备份，存于）。
8. ↑  請見無名的書：一本絕版已久、傳說中的奇書 （页面存档备份，存于）。

## 外部連結
- 停刊十年後〈神奇地帶〉全面探討 （页面存档备份，存于）
- 日系科幻專欄：《神奇地帶》30周年紀念